# Christie Brinkley
Christie Brinkley (nacida como Christie Lee Hudson; Monroe, Míchigan; 2 de febrero de 1954) es una modelo y actriz estadounidense. 

## Biografía
Brinkley ganó fama mundial por aparecer tres veces consecutivas en la portada de la revista Sports Illustrated Swimsuit Issue en 1979, 1980 y 1981. También fue cara de CoverGirl a lo largo de veinticinco años (el contrato de cosméticos de mayor duración de una modelo en la historia). Ha aparecido en más de 500 portadas de revistas y ha firmado contratos con las principales marcas, tanto de moda como de otros sectores.
Brinkley continuó trabajando como actriz, ilustradora, personalidad televisiva, fotógrafa, escritora, diseñadora y activista por los derechos humanos y animales y el medio ambiente.
Brinkley se ha casado cuatro veces. Su matrimonio más notable fue con el músico Billy Joel, en cuyos videos musicales apareció varias veces. Su cuarto matrimonio, con el arquitecto Peter Cook, terminó en un divorcio muy publicitado en 2008.
Con una carrera que abarca más de tres décadas, revistas como Allure y Men's Health han nombrado a Brinkley una de las mujeres más atractivas de todos los tiempos. Sus activos financieros en 2008 se estimaban en US$80 millones, principalmente como propietaria de bienes raíces en Los Hamptons.